# 佐藤もみじ
佐藤 もみじ（さとう もみじ、1981年3月17日 - ）は、日本の女優である。
北海道岩内郡岩内町出身。夫は、新宿カウボーイのかねきよ勝則。身長160cm。血液型 O型。

## 略歴
高校生の時にTEAM-NACSを観て「こんな楽しい世界があるのか!」と感動して女優を憧憬する。
オフィス・ネバーギブアップ（山上商店の前身）の新人発掘オーディションに合格。2003年のTBS系「笑顔の法則」で女優デビュー。
2019年の映画「閉鎖病棟 -それぞれの朝-」、2020年のテレビ朝日系「相棒 season18」、2022年の江崎グリコCM「SUNAO」などに出演。
また、結婚を機に2021年のYouTube「マリアのまんま」、2022年のTBSショッピング「カイモノラボ」など夫婦での出演もある。

## 人物
趣味は料理、エッセイを読むこと。特技は日本舞踊（花柳流）、書道（特待生）、スキー、ピアノ、一輪車。

### 家族・私生活
2016年12月10日、新宿カウボーイのかねきよ勝則と婚約。2017年4月1日に入籍した。
出会いは2016年1月に同コンビが出演したお笑いライブで、佐藤は「かねきよ勝則さんが漫才の冒頭で発した『こんばんわんこそば!』を聞いて、『この人、天才だ』と思いました」とひと目惚れし、友人の甲賀大介（ヴィレッジ）に紹介を依頼した。佐藤と何度か会った後に「北海道の人間と一緒になりたい」と考えていたかねきよは、佐藤が同じ北海道出身ということから交際を申し込んだ。
プロポーズよりも佐藤の両親への挨拶が先だった。挨拶から約2週間後、かねきよは「昔から決めていた」江ノ島でプロポーズすることを決心した。衣装の胸ポケットにいつも仕込んでいるペンと見せかけた小道具の柄に婚約指輪を付けて渡す作戦だったが、いざ実行に移すと佐藤は「なんですかこれ?」という微妙な反応を示した。佐藤は不意打ちに驚いてしまったようで、リアクションに納得のいかないかねきよは景色のいいところで「やり直し」をしている。
婚姻届の保証人は、かねきよの師匠である島田洋七と所属事務所の先輩のダチョウ倶楽部・上島竜兵。

## 主な出演作品

### テレビ
NHK 
- 2007年 朝ドラ「どんど晴れ」レギュラー仲居・本田則子 役
- 2011年「どんど晴れスペシャル」
- 2012年「そこをなんとか 第1シーズン 第6話 まじめ会社員が痴漢 免罪は晴らせるか!?」（11月25日）- ウェイトレス 役
- 2013年「極北ラプソディ」フライトナース・花房美和 役
- 2015年 大河ドラマ「花燃ゆ」長屋の女将 役
- 2017年 プレミアムドラマ「全力失踪 第8回（最終回）7年後の結末は…」（10月22日）- 放火通報人 役
- 2018年 土曜時代ドラマ「ぬけまいる〜女三人伊勢参り 第6話 幼なじみと焼はまぐりの罠」（12月8日）
- 2018年 ドラマ10「透明なゆりかご 第5回 14歳の妊娠」（8月17日）
- 2018年「太陽を愛したひと〜1964あの日のパラリンピック〜」（8月21日）- 太陽の家入所者・柴田 役
- 2018年 ドラマ10「デイジー・ラック 第2回 パン屋は嵐の予感」（4月27日）- パン屋に並ぶ客 役
- 2018年 朝ドラ「半分、青い。 #13」現代文の先生 役
- 2019年 BS時代劇「大富豪同心 第3回 天狗の神隠し!」

 NTV 
- 2004年 火サス「デパ地下の女」（5月18日）- 食品売り場店員 役
- 2006年「59番目のプロポーズ」合コンで盛り上がる女 役
- 2006年 シナリオ登竜門「きたな（い）ヒーロー」高校2年生・輝美 役
- 2013年「人生がときめく片づけの魔法」クレーマー 役

 EX 
- 2005年「仮面ライダー響鬼」巫女さん 役
- 2005年「魔法戦隊マジレンジャー」甘味処の店員 役
- 2005年「鉄道捜査官 第5作 殺意の函館本線 札幌〜函館 上り線 下り線 ダイヤトリック」（6月4日）- 函館の事務員 役
- 2005年「刑事の妻〜デカツマ〜」看護士 役
- 2006年「家族〜妻の不在・夫の存在〜」キャバクラ嬢・亀子 役
- 2011年「バラ色の聖戦」#3、#5 主人公の旦那の後輩綾子 役
- 2015年「鉄道捜査官 第15作 三陸鉄道・北リアス線 1日乗車券に隠された逆転ダイヤトリック」（4月4日）- 画廊のスタッフ 役
- 2016年「スペシャリスト」#6 犯人の音大時代の同級生 役
- 2016年「仮面ライダーエグゼイド」食べ過ぎ小学生の母親 役
- 2019年「サイン―法医学者 柚木貴志の事件―」
- 2020年「相棒 season18 第19話 突破口」（3月11日）- 軽食喫茶「ミモザ」店長・三条牧子 役

 TBS 　
- 2003年「元カレ」ヒロインの同僚女子社員 役
- 2003年「恋する日曜日・色彩都市」（8月17日）- ヒロインの地元（北海道）の親友 役
- 2003年「笑顔の法則」ケーキ屋店員 役
- 2018年 十津川警部シリーズ7「浜名湖殺人ルート」（12月10日）- 飲食チェーン「みすず」新宿店の店員 役
- 2022年「カイモノラボ ファイブクリーンを自宅にて夫婦で実践[4][リンク切れ][5]

 TX 
- 2019年「大漁!釣り船弁護士」（7月26日）- 不動産会社の事務員 役
- 2019年「二つの嘘」デパートのギフト売り場店員 役
- 2019年「エコエコアザラク」レゲエ系女子高生ミッチィ 役

 CX 　
- 2008年「絶対彼氏。」看護師 役
- 2008年「お台場探偵羞恥心 ヘキサゴン殺人事件」（8月6日）- 追っかけファン 役
- 2012年「赤い霊柩車29 衝突の再会」（4月13日）- ブティック「イヴェール」従業員・原田聡美 役
- 2012年 検事・霞夕子 第3作「年一回の訪問者」（6月8日）- 観光課職員・星野佳世（犯人の愛人）役
- 2017年「明日の約束」#104 スーパーの従業員 役
- 2018年「直撃!シンソウ坂上」日航機123便墜落事故 近所の人 役

### 映画
- 2018年「アウト＆アウト」会場スタッフ 役 きうちかずひろ監督
- 2019年「閉鎖病棟 -それぞれの朝-」キワちゃん 役 平山秀幸監督・脚本

### CM
- 2015年 ダイレクトテレショップ「スリムリフトカレスジーンズ」
- 2015年 ソシアインフォマーシャル「ファスター10」
- 2016年 江崎グリコ「カフェオーレ」トリンドル玲奈をこき使う先輩 役
- 2016年 金鳥「蚊取り線香」豪華な受付の一人 役
- 2017年 しまのや「ミラクルグリーンスムージー」
- 2022年 江崎グリコ「SUNAO」おいしい、続く、適正糖質篇[6]

### 舞台
- 2010年 脚本浅沼晋太郎 演出伊勢直弘「ラフカット2010」- 新宿スペース・ゼロ
- 2011年 櫻井智也（MCR）作・演出「煙ならいつも出てます」- シアター風姿花伝
- 2013年 木内一裕作・演出「悪党どもが多すぎる」- 笹塚ファクトリー

### ラジオ
- 2012年 WALLOP放送局「もみじとおやつの後の夢かじりイヤー」

### YouTube
- 2021年「マリアのまんま 生配信 #28 芸人&女優夫婦いらっしゃ〜い!ゲスト新宿カウボーイかねきよと佐藤もみじさんです。」[7]